# 劇場版 騎士竜戦隊リュウソウジャーVSルパンレンジャーVSパトレンジャー
- スーパー戦隊シリーズ
  - 騎士竜戦隊リュウソウジャー > 劇場版 騎士竜戦隊リュウソウジャーVSルパンレンジャーVSパトレンジャー
  - 快盗戦隊ルパンレンジャーVS警察戦隊パトレンジャー > 劇場版 騎士竜戦隊リュウソウジャーVSルパンレンジャーVSパトレンジャー
  - スーパー戦隊MOVIEパーティー > 劇場版 騎士竜戦隊リュウソウジャーVSルパンレンジャーVSパトレンジャー

『劇場版 騎士竜戦隊リュウソウジャーVSルパンレンジャーVSパトレンジャー』（げきじょうばん きしりゅうせんたいリュウソウジャー ブイエス ルパンレンジャー ブイエス パトレンジャー）は、2020年2月8日より東映系でスーパー戦隊シリーズ映画『スーパー戦隊MOVIEパーティー』の1作として公開された日本の映画作品。同時上映は、『魔進戦隊キラメイジャー エピソードZERO』。
キャッチコピーは「スーパー戦隊MOVIEパーティーがはじまるぞ！」「騎士竜たちと永遠の別れ!?最強の敵を前に試されるそれぞれの正義!!」。

## 概要
スーパー戦隊VSシリーズの第26作。『騎士竜戦隊リュウソウジャー』と『快盗戦隊ルパンレンジャーVS警察戦隊パトレンジャー』がメインのスーパー戦隊クロスオーバー映画作品。時系列としては、『ルパパト』は最終回以降の後日談となる。

### 制作
ストーリーは、その後の『ルパパト』の世界にリュウソウジャーが行く感じでというオーダーだったという。
ドグラニオたちについては、『ルパパト』のファイナルライブツアーの結末の観賞の是か否かを受けて、どちらとも取れるように関わらないこととなった。
両作品が交わるきっかけとして、ギャングラー怪人の特徴である金庫にルパンコレクションではなく、リュウソウジャーのアイテムである騎士竜を奪われて使用されることとなった。
それぞれのキャラクターの組み合わせについては、3人のレッドを一緒にするのは、スケジュール的に無理だったため、『ルパンレンジャーVSパトレンジャーVSキュウレンジャー』で圭一郎と絡んだのがキュウレンジャーのラッキーだったため、ラッキーと似た方向性のキャラであるコウが魁利と行動することとなり、圭一郎はリュウソウジャーの中でも別チームのリーダー感のあるバンバが組み、彼と一緒に行動するトワは、圭一郎と一緒にいる咲也と組むこととなった。叡智の騎士であるメルトは、ノエルと組んで賢い話を担当することとなり、アスナもスケジュール調整の都合でメルトとノエルとのセットになった。カナロは追加戦士であるノエルとの組み合わせが消えるため、スケジュール都合的や彼の好み的に女子であるつかさと組むこととなり、透真の店に行くことで現在の快盗と警察の関係性をさりげなく見せることとなった。初美花は現在の快盗の心情を思わせる役を担うため、アルセーヌの本を持つオトと会うこととなった。
また、映画の最後にプリキュアとコラボする話があったため、既に放送が開始していた『ヒーリングっど♥プリキュア』のキュアグレースのセリフをティラミーゴに言わせることとなった。
魁利が使用している探偵事務所のロケ地は『仮面ライダーフォーゼ』でJKがDJをしているアジトのロケハンで訪れていた場所である。

### 評価
興行通信社提供の全国週末興行成績（2月8日・9日）では初登場第5位。2月7日・8日公開作品のぴあ映画初日満足度ランキングでは91.3点の第2位となった。

## ストーリー
ギャングラーの残党であるステイタス・クインティブルのガニマ・ノシアガルダは自らのマイナス感情からグリフォンマイナソーを生み出し、5つの金庫の中に5体の騎士竜たちを封印する。
リュウソウジャーはルパンコレクションを探すノエルと協力して、ガニマを捜索する中でバンバたちは圭一郎と咲也、カナロはつかさと透真、オトは初美花、そしてコウは探偵のカイを名乗る魁利と出会う。
ガニマの金庫はティラミーゴの力でステイタス・クインティプルゴールドに進化したため、同時に5つのゴールド金庫を開錠しなければならないが、ルパンレンジャーの持つダイヤルファイターでは数が足りなかった。
騎士竜を救う術がなく、コウたちは騎士竜を救出することを優先するのか、ガニマを倒して騎士の使命を守るのか、その選択に悩み苦しむ。
ルパンレンジャーパトレンジャーもコウたちの事情を知って、彼らの盾となって戦うことを決意し、3大戦隊は互いの武器を交換しながらガニマたち悪の軍勢と戦う。
ノエルが作り出したルパンソウルで、数をそろえたダイヤルファイターによってガニマの金庫を開錠し、騎士竜の救出に成功。
3大戦隊の力でガニマとグリフォンマイナソーを倒すのだった。

## 登場人物

### 本作品のオリジナルキャラクター
ガニマ・ノシアガルダ
洞窟の牢屋に拘束されていたギャングラーの残党。
5つの金庫を持つステイタス・クインティブルであり、5体のアニマルがゴーシュ・ル・メドゥの強化移植手術によって繋ぎ合わされている。胴体は赤いカプセルに入ったゴリラ、右腕は白い虎、左腕は黄色いアシカ、右足に緑色の象、左足に青いチョウザメのような姿をしており、キューブ状の窮武槍ノシアガランスを武器として使う。
クレオンの手で封印が解かれ、ルパンコレクションの代わりに生物を縮小して収納する能力で騎士竜たちを金庫に閉じ込め、その能力を悪用することが可能になった上、ティラミーゴの力によってステイタス・クインティブルゴールドに進化。
決戦においては、リュウソウジャーがルパンソウルでルパンレンジャーに変身。ダイヤルファイターも増加したことで金庫を開錠されて、ティラミーゴたちを奪還されてしまった後、イチゲキソウルストライクで倒される。
- デザインを担当した久正人のインタビューによれば同じステイタス・クインティブルの実験体とは違い、自分の意志を持っている強くて怖そうなデザインにするため、4つの金庫を1つの身体に移植されたのではなく、5体のギャングラー自体が合体して1つになったものとし、動物をモチーフとしたギャングラー怪人のため、動物モチーフの戦隊である『動物戦隊ジュウオウジャー』のモチーフとなった動物ということとなった。頭部はジュウオウイーグルのモチーフであるワシになる予定だったが、鳥っぽくなりすぎて表情が付けにくいのと、先にワシとライオンの合成獣であるグリフォンをモチーフとしたマイナソーがデザインされていたため、ゴリラとなった。また、同様の理由で黄色のモチーフであるライオンとテレビシリーズで既に使用されている青色のサメは使えなかったため、ライオン部分は英語でシーライオンと呼ばれるアシカとなり、サメ部分は淡水魚のチョウザメとなった。ただし、クジラは使用されず、ジュウオウザワールドは『ルパンレンジャーVSパトレンジャーVSキュウレンジャー』にも登場しているため、ザワールドのモチーフの動物（サイ、オオカミ、ワニ）は使用されなかった。左腕のアシカはリングとボールで曲芸をしており、チョウザメは膝にキャビアがある。また、光沢のあるメタリックの赤、レザーのような黄色、毛皮のような白色、燻された金属のような緑、生物のようなヌメっとした感じの青など5つの部位の質感を全て変えている。当初は、少し控えめの繋ぎ目にしていたが、監督の渡辺のオーダーではっきりと目立つように縫い合わせるようになった。頭部は、脳みそむき出しのゴリラの頭蓋骨が溶液が満たされたビーカーに浮かんでいるイメージで、デザインを担当した久が『超人機メタルダー』のゲルドリングのように顔が透明なドームの中に入っているという意匠が好きだったため、取り入れられた。透明なフードをマスクの上につけると視界の問題があったが、下に覗き穴があるデザインだったため、問題はなかった。倒したい敵が喋る怪人のため、ギャングラーということとなった。

グリフォンマイナソー
何年も洞窟の牢屋に幽閉されたガニマの怒りのマイナス感情からグリフォンをモチーフに生み出されたマイナソー。属性は鳥獣型モンスター、分類はギャングラー目グリフォン科。
獅子の牙を持つ紫色の猛獣が灰色の猛禽類の皮を被ったような姿で両腕は触手を伸ばすことが可能な機関銃が内蔵された剣になっており、両肩にかけては弾帯と掛け合わせたような鷲の翼を生やしている。
クレオンとともに魁利たちから、ガニマの金庫が開錠されるのを防ぐためにダイヤルファイターを奪おうとするが、最終的にはガニマ共々、イチゲキソウルストライクで倒された。
- デザインを担当した久正人のインタビューによれば、元々は、『リュウソウジャー』テレビシリーズで使用される予定だったが使えなかったモチーフのため、本作品で登場することとなった。ギャングラーから生まれた怪人のため、ドグラニオのような頭、デストラの身体のような鼻先のタイル的なディテール、ゴーシュのように弾帯が根元に付いた翼、ポーダマンの銃のような両手の武器などギャングラーのモチーフを入れている。さらに横顔がギャングラーのエンブレムに酷似している。

大林
国際特別警察機構職員。バンバが取り調べ中に脱走したことを、咲也に報告した。
- 役名は咲也役の横山のアドリブによるもの。

## 本作品オリジナルの戦力・アイテム・用語
ルパンソウル
ノエルがアルセーヌ・ルパン所蔵品の始まりのリュウソウルにダイヤルファイターの力である快盗のソウルを注入することで完成したリュウソウル。リュウソウジャーの3人をルパンレンジャーに変身させ、ダイヤルファイターを増加させた。発動時のアナウンスは「ルパンレンジャー！力、あわ、せて、スーパー戦隊!!」。
- 類似した効果を持つフエソウルでもよかったのではという意見もあったが、フエソウルは能力そのものはコピーできないため、プロデューサーの丸山の発案で取り入れられた。

スーパールパンイエロー
ルパンイエローが上半身にビクトリーストライカーのビクトリーアーマーを装着した強化形態。
スーパーパトレン2号
パトレン2号が上半身にサイレンストライカーのサイレンアーマーを装着した強化形態。咲也本人は待望しており、彼曰く「一度なってみたかった」とのことだが、必殺技の発射の反動で岩壁に飛ばされてしまった。
- 脚本の香村が横山の思いを取り入れたものである。

スーパーリュウソウグリーン
リュウソウグリーンがサイレンストライカーのサイレンアーマーを装着した形態。当初はスピードタイプであるリュウソウグリーンには重かったが、リュウソウブラックが使用したカルソウルで軽量化し、スーパースペリオルストライクを発射した。
共に時を過ごそう（Vieillis avec moi）
かつてアルセーヌ・ルパンが海のリュウソウ族と出会い始まりのリュウソウルを受け取ったお礼に交換した玉手箱型ルパンコレクションで、「一緒に歳をとっていこう」というメッセージが込められている。
イチゲキソウルストライク
リュウソウジャーとルパンレンジャーとパトレンジャーの合体必殺技。ディーノスラッシュとイタダキストライクとイチゲキストライクを同時に放ったもの。
Un de plus
ビストロ・ジュレの代わりにコグレが用意した新たな拠点のカフェ。透真が切り盛りしていたところにつかさとカナロが訪れるが、ブルーダイヤルファイターを狙って現れたグリフォンマイナソーによって破壊された。
- 多くのロケ候補地の中からジュレに雰囲気が近いものが選ばれた。

## キャスト
- コウ / リュウソウレッド - 一ノ瀬颯
- メルト / リュウソウブルー - 綱啓永
- アスナ / リュウソウピンク - 尾碕真花
- トワ / リュウソウグリーン - 小原唯和
- バンバ / リュウソウブラック - 岸田タツヤ
- カナロ / リュウソウゴールド - 兵頭功海
- 夜野魁利 / ルパンレッド - 伊藤あさひ
- 宵町透真 / ルパンブルー - 濱正悟
- 早見初美花 / ルパンイエロー - 工藤遥
- 朝加圭一郎 / パトレン1号 - 結木滉星
- 陽川咲也 / パトレン2号 - 横山涼
- 明神つかさ / パトレン3号 - 奥山かずさ
- 高尾ノエル / ルパンエックス / パトレンエックス - 元木聖也
- オト - 田牧そら
- 大林[注釈 3] - 大林勝
- リュウソウケンに怯える人々[8][注釈 3] - 金子香緒里[注釈 4]、久正人[8][注釈 5]、松井大[8]

### 声の出演
- ティラミーゴ - てらそままさき
- ディメボルケーノ - 高木渉
- モサレックス - 竹内良太
- ピーたん - 草尾毅
- チビガルー - M・A・O
- ジム・カーター - 釘宮理恵
- クレオン - 白石涼子
- ガニマ・ノシアガルダ - 大塚明夫

### スーツアクター
ジャパンアクションエンタープライズ出演情報より。
- リュウソウレッド[20] - 伊藤茂騎
- リュウソウブルー[21] - 高田将司
- リュウソウピンク[22] - 下園愛弓
- リュウソウグリーン[23] - 蔦宗正人
- リュウソウブラック[24]、ポーダマン[8] - 竹内康博
- 岡田和也
- ルパンレッド[25] - 鈴木大樹
- 田中信彦
- 岩崎香奈
- 和田三四郎
- パトレン2号[17][8] - 大林勝
- パトレン3号[26] - 五味涼子
- 原隆太
- ティラミーゴ[27] - おぐらとしひろ
- クレオン[28] - 神尾直子
- 村岡弘之
- 寺本翔悟
- 渡辺実
- 藤田洋平
- 鍜治洸太朗
- 坂梨由芽
- 井口尚哉
- 久田悠貴
- 豊田泰史
- 石黒鉄二
- 清水麟太郎
- 中井絢子
- 五十嵐睦美
- 伊藤よしの
- 宇佐見紗風
- 米岡孝弘
- 相田真滉
- 上平田結花
- 齊藤謙也
- 菊地雄人
- 小森拓真
- 草野伸介
- 山下駿
- 佐伯啓
- 本多翼
- 松岡航平
- 堀田慶斗
- 本田光騎
- 金山拓矢
- 山口真弥
- 安川桃香

## スタッフ
- 原作 - 八手三郎
- 脚本 - 香村純子、荒川稔久
- 音楽 - 𠮷川清之、高木洋
- 撮影 - 大沢信吾
- 助監督 - 荒川史絵
- キャラクターデザイン - 久正人
- 資料担当 - 松井大、神内大輝
- デザイン協力 - プレックス
- 制作プロダクション - 東映テレビ・プロダクション
- プロデューサー - 丸山真哉・高橋一浩（東映）、井上千尋・島川博篤（テレビ朝日）、山田真行（東映ビデオ）、矢田晃一・深田明宏（東映エージエンシー）
- アクション監督 - 福沢博文
- アクション監督補 - おぐらとしひろ[19]
- 特撮監督 - 佛田洋
- スーパー戦隊MOVIEパーティー（東映、テレビ朝日、東映ビデオ、バンダイ、東映エージエンシー、日本コロムビア）
- 監督 - 渡辺勝也

## 挿入歌
本作品ではエンディングが同時上映の『魔進戦隊キラメイジャー エピソードZERO』のスペシャルエンディングに集約されているため、主題歌は使用されていない。
「ルパンレンジャーVSパトレンジャー」
作詩 - 藤林聖子 / 作曲・編曲 - 高木洋 （Project.R） / 歌 - Project.R（吉田達彦、吉田仁美）
「騎士竜戦隊リュウソウジャー」
作詩 - マイクスギヤマ / 作曲 - 園田健太郎 / 編曲 - 甲田雅人 / 歌 - 幡野智宏

## 映像ソフト化
2020年6月24日発売。Blu-ray / DVDでリリース。2作セットのスペシャル版のみ東映特撮ファンクラブ有料会員受注特典（2020年5月8日まで）として、『魔進戦隊キラメイジャー エピソードZERO』のメイキングDVDを同梱。
- 劇場版 騎士竜戦隊リュウソウジャーVSルパンレンジャーVSパトレンジャー DVD通常版（1枚組）
- スーパー戦隊MOVIEパーティー VS&エピソードZERO DVDスペシャル版（3枚組）
  - ディスク1：『劇場版 騎士竜戦隊リュウソウジャーVSルパンレンジャーVSパトレンジャー』本編DVD
  - ディスク2：『魔進戦隊キラメイジャー エピソードZERO』本編DVD
  - ディスク3：特典DVD
    - 『劇場版 騎士竜戦隊リュウソウジャーVSルパンレンジャーVSパトレンジャー』メイキング
    - 完成披露イベント
    - 初日舞台挨拶
    - ノンスーパーED
    - PR集
    - リュウソウデータファイル
    - ポスタービジュアル

  - 初回限定特典
    - スペシャルフォトブック（A4サイズ・52P）
- スーパー戦隊MOVIEパーティー VS&エピソードZERO Blu-rayスペシャル版（3枚組）
  - ディスク1：『劇場版 騎士竜戦隊リュウソウジャーVSルパンレンジャーVSパトレンジャー』&『魔進戦隊キラメイジャー エピソードZERO』本編Blu-ray
    - 音声特典
      - 『劇場版 騎士竜戦隊リュウソウジャーVSルパンレンジャーVSパトレンジャー』オーディオコメンタリー（一ノ瀬颯×綱啓永×尾碕真花×小原唯和×岸田タツヤ×兵頭功海）

    - 映像特典
      - 『劇場版 騎士竜戦隊リュウソウジャーVSルパンレンジャーVSパトレンジャー』メイキング
      - 完成披露イベント
      - 初日舞台挨拶
      - ノンスーパーED
      - PR集
      - リュウソウデータファイル
      - ポスタービジュアル

  - ディスク2：『劇場版 騎士竜戦隊リュウソウジャーVSルパンレンジャーVSパトレンジャー』本編DVD
  - ディスク3：『魔進戦隊キラメイジャー エピソードZERO』本編DVD
  - 初回限定特典
    - スペシャルフォトブック（A4サイズ・52P）